# Myrta Fisher
Myrta Fisher (1917–1999) foi uma artista britânica conhecida pelas suas pinturas a óleo e acrílico.

## Biografia
Fisher nasceu na área de Wimbledon de Londres e, entre 1935 e 1937, frequentou a Huddersfield Art School antes de regressar a Londres para estudar na Slade School of Fine Art até 1940. Em 1954 e 1955 Fisher passou um ano na British School em Atenas, após o qual combinou uma série de cargos de ensino, tanto em tempo integral como a tempo parcial, com a sua carreira artística. Expôs, quer em exposições colectivas quer como artista a solo, com a Artists' International Association e com o Eastbourne Group. Com galerias comerciais, Fisher teve exposições na Ansdell Gallery em Londres em 1971 e em Rottingdean e Newhaven. A Galeria Towner em Eastbourne possui exemplares do seu trabalho.